# Micromia dinosia
Micromia dinosia là một loài bướm đêm trong họ Geometridae.